# Maria Hill
La Comandante Maria Hill es un personaje que aparece en los cómics estadounidenses publicados por Marvel Comics. Creado por Brian Michael Bendis y David Finch, el personaje apareció por primera vez en Los Nuevos Vengadores #4 (marzo 2005). Como ex directora de S.H.I.E.L.D., aparece en varias historias que a menudo presentan a los Vengadores o miembros de ese grupo.
Cobie Smulders interpreta a Maria Hill en el Universo cinematográfico de Marvel (MCU), y aparece en las películas The Avengers (2012), Captain America: The Winter Soldier (2014), Avengers: Age of Ultron (2015), Avengers: Infinity War (cameo final y sufrida por el chasquido; 2018), Avengers: Endgame y Spider-Man: lejos de casa (ambos; 2019). Además, Smulders aparece como Hill en la serie de televisión Agents of S.H.I.E.L.D. y da voz a versiones alternativas de Hill en la serie animada de Disney+, What If...? (2021), y protagonizará en el primer episodio de la serie de televisión Invasión Secreta (2023).

## Historia de publicación
Maria Hill apareció por primera vez en Los Nuevos Vengadores #4 (marzo de 2005), y fue creada por Brian Michael Bendis y David Finch.
Joe Quesada, quien era el redactor jefe de Marvel durante su primera aparición, describe al personaje de este modo: "[Hill] es una personalidad tan fuerte, es como una fuerza de la naturaleza y con toda franqueza, aunque tal vez no sea querida inmediatamente por todos los involucrados, es sin duda tan fuerte e impone una figura como Nick Fury. Ahora mismo siento que la gente la ve como la forastera pero [mientras que] no creo que ella es más dura que lo que Fury ha sido siempre, lo que es diferente es que no somos bastante claros acerca de sus motivos".
Maria Hill apareció como un personaje secundario en la serie de 2010-2013 Avengers, desde el volumen #1 (julio de 2010) a través de su último número, # 34 (enero de 2013), pero solo apareció esporádicamente después de la primera mitad de su carrera.

## Biografía

### Introducción
Hill, quien nació en Chicago, hija de un padre que nunca dejó de tener resentimientos por su supervivencia y la muerte de su madre durante el parto, al llegar a la edad adulta Hill primero se une a las fuerzas armadas de Estados Unidos, y más tarde se convierte en un agente de S.H.I.E.L.D. Hill tiene un breve destajo en Madripoor que se fijó en ella por varios jefes de Estado y de Gobierno de todo el mundo.
Los Vengadores sospechan que Hill es cómplice de varios delitos, pero carecen de pruebas para demostrar su malversación. Al mismo tiempo, Hill sospecha que la última encarnación de los Vengadores está albergando una agenda ilícita en relación con el asunto "House of M". Ella secuestra a Spider-Man y a Visión para interrogarlos sobre la situación.
Se gana el respeto de Iron Man cuando ignora las órdenes del presidente de bombardear una isla mientras Los Vengadores están en ella.

### Civil War
En la historia de 2006-2007 "Civil War", el Capitán América se niega a ayudar a la Comandante Hill en los preparativos para arrestar a cualquier superhéroe que se niegue a cumplir con la Ley de Registro Superhumano, ya que considera que la actividad tiene motivaciones políticas, pero Hill, argumentando que el Capitán América debe obedecer la voluntad del pueblo estadounidense, intentos de arrestarlo. El Capitán América lucha para salir del Helicarrier y escapa. Después de que la Ley se convierte en ley, Hill es uno de sus principales ejecutores. Chantajea a Wonder Man para que apoye activamente la cruzada de S.H.I.E.L.D. para cazar a los superhéroes opuestos a la Ley de Registro. Ella envía al supersoldado Kree Noh-Varr, con un lavado de cerebro, para capturar los Runaways. Dirige los Thunderbolts para capturar a Spider-Man después de que él va pícaro. Los dos miembros de los Thunderbolts enviados, Jester y Jack O'Lantern, son asesinados por Punisher. Después de frustrar un ataque a la Torre Stark, Maria Hill admite a Tony Stark, que ella no quiere su trabajo como directora de S.H.I.E.L.D. y piensa que no debería haberlo ofrecido en primer lugar. Ella sugiere que la única otra persona, además de Nick Fury, que debe conducir la organización es el propio Stark. Al concluir la Guerra Civil, el presidente de los Estados Unidos nombra a Tony Stark como nuevo director de S.H.I.E.L.D., y Maria Hill, su subdirectora interina, disgustada.

### Subdirectora
Desde que se hizo subdirectora, Maria Hill fue un miembro de la cámara del gabinete de S.H.I.E.L.D. de Stark y asistió a Stark para hacer frente a una subida repentina de varios grupos terroristas que han tenido acceso a las armas biológicas hiper-avanzadas. A diferencia del resto del gabinete (incluyendo Sal Kennedy, quien ella detestaba personalmente), Maria se mantuvo escéptica de una conspiración solo detrás de todos estos ataques. Cuando los tumores neoplásicos del Mandarín comenzaron a infectar el Helitransporte, Maria organiza la evacuación, que (erróneamente) cree que la infección era el principal objetivo del ataque. Posteriormente, sin embargo, Hill se vuelve mucho más confiada en el liderazgo de Stark, una agente confiable en su papel de Directora Adjunta, y mucho menos obligada por el proceso convencional, particularmente después de una confrontación con Dum Dum Dugan, en el que la obliga a confrontar el hecho de que aparentemente estaba dispuesta a tomar medidas que permitirían la muerte de personas inocentes sin dejar de atenerse al "libro" porque la alternativa era desobedecer las órdenes. Eventualmente arriesga su carrera al encerrar a las Naciones Unidas bajo la ley marcial de S.H.I.E.L.D. para que Stark pueda escapar de un tribunal que va en contra de él y localizar al Mandarín.

### Historias de 2008-2010
Durante la historia de "Invasión Secreta" de 2008, después de que el Helicarrier es desactivado por los invasores Skrull, Hill, quien queda a cargo en ausencia de Stark, se enfrenta a una serie de Skrulls extraterrestres, cambiaformas que pueden asumir la apariencia de cualquiera o cualquier cosa, que son revelados haber reemplazado a Edwin Jarvis y varios agentes de S.H.I.E.L.D. Los Skrulls ejecutan a Hill, pero se revela que esta "Hill" es un Life Model Decoy de ella. Hill luego activa el sistema de autodestrucción del Helicarrier, matando a todos los infiltrados Skrull a bordo, escapando a través del jet pack.
Después del fracaso de la Invasión Skrull, durante la historia de "Dark Reign", S.H.I.E.L.D. es disuelto por el presidente, y Hill y Tony Stark pierden sus trabajos, reemplazados por el recién nombrado director Norman Osborn, quien luego reforma el S.H.I.E.L.D. caído en H.A.M.M.E.R. En la serie mensual de Iron Man, Hill intenta llevar una vida normal, pero Osborn envía a H.A.M.M.E.R. para arrestarla por robo. Ella se une a su antiguo jefe, Tony Stark, como un fugitivo después de que él robó la Base de Datos de Registro Superhumano. La noche antes de que Tony se vaya, los dos tienen una cita sexual. Hill es enviada en una misión por Tony para recuperar un disco duro. Hill encuentra al Controlador escondido en el sótano de Futurepharm, enganchado en una gran máquina que contiene a muchas personas en contenedores. Apenas logra escapar de él, antes de descargar los datos que Tony le envió. La escaramuza con el Controlador la dejaría en un estado de paranoia por un tiempo. Luego alista a la Viuda Negra para entregar los datos al Capitán América, mientras evade a los agentes de H.A.M.M.E.R.. Sin embargo, son capturados cuando H.A.M.M.E.R. intercepta un correo electrónico de Stark. Son rescatados por Pepper Potts, disfrazada de Madame Máscara.
Durante la historia de 2010 "Siege", Hill acude en ayuda de Thor después de que Osborn lanza un ataque contra él y su hogar de Asgard. Hill se convierte en un miembro de reparto secundario en la serie Iron Man, protegiéndolo a él y a sus amigos de múltiples amenazas. En la historia de 2010 "Heroic Age", que siguió a "Siege", Hill es nombrada por el Capitán Steve Rogers para trabajar con un nuevo equipo de Vengadores.

### 2010 hasta el presente
Luego de la aparente muerte de Nick Fury, fue nombrada comandante, luego directora interina y finalmente directora de S.H.I.E.L.D. luego de las acciones de Daisy Johnson que involucraron a los Vengadores secretos que invadieron la Isla A.I.M.
Durante la historia de "Avengers: Standoff! ", Hill y S.H.I.E.L.D. han establecido Pleasant Hill, una prisión de súper villanos diseñada para parecerse a una comunidad cerrada. Mientras trabajaba en Pleasant Hill, Maria Hill opera como alcalde de Pleasant Hills. Un video de capacitación para los cadetes de S.H.I.E.L.D. que trabajaban allí mostró que ella y los científicos de S.H.I.E.L.D. habían utilizado la tecnología de deformación de la realidad derivada del Cubo Cósmico llamado "Kobik" como una demostración en la que Gravitón se convirtió en un chef amable de Pleasant Hill llamado Howie Howardson. Cuando el Comandante Steve Rogers es llevado ante Maria Hill, él le dice que sabe que el proyecto Kobik no fue eliminado. Maria Hill presentó a los habitantes de Pleasant Hill a Steve Rogers: ella menciona que los ciudadanos son supervillanos reformados. Cuando Steve Rogers exigió saber dónde estaban los fragmentos de Cubos Cósmicos utilizados para Kobik, ella lo dirigió a la misteriosa niña que eran los fragmentos del Cubo Cósmico que han tomado la forma de un niño casi omnipotente.
Siguiendo la historia de la "Segunda Guerra Civil", Maria Hill fue vista más tarde secuestrada por Diablo, quien intentó extraer las autorizaciones del código de seguridad para todos los Helicarriers activos y el Triskelion, cuando fue rescatada por Victor Von Doom.

## Habilidades
Maria Hill es una comandante, líder, táctica y estratega militar extremadamente efectiva. Es una artista marcial altamente calificada y luchadora cuerpo a cuerpo, además de ser una experta tiradora y combatiente armada.

## Otras versiones

### MC2
En el mundo del universo de MC2, Maria Hill es un miembro de la Fuerza de Seguridad Nacional. Cuando una tarea de gobierno salió mal una parte del simbionte de Carnage fue puesto en libertad. El simbionte fue detenido por Spider-Girl, la hija de Spider-Man como más tarde informó del éxito al Nick Fury de ese mundo. Ella es vista más tarde acusando a Sueño americano de A-Next, por delitos contra EE. UU., como la heroína se encuentra con una misión del gobierno.

### Ultimate Marvel
En el universo Ultimate Marvel, Maria Hill es una exagente de S.H.I.E.L.D. y una detective de homicidios que trabaja actualmente para el DPNY. Aparece por primera vez mientras interroga a Miles Morales sobre la muerte de Aaron Davis. Esta investigación condujo al descubrimiento de que Spider-Man no era el asesino como la prensa cree y que Aaron Davis tuvo una muerte accidental, cuando una de sus armas falló.
Ella es la que trabaja en el caso de Venom que involucró un allanamiento de morada en la casa de Miles Morales e hirió a su padre. Se da cuenta de que Gwen Stacy, Mary Jane Watson, Ganke, y Miles rápidamente se fue a su casa. Ella irrumpe ilegalmente, pero es tímida con los niños, sólo para ser frustrada por el conocimiento de Gwen de la ley debido a su difunto padre, y Mary Jane grabándola en su tableta. María definitivamente sospecha de Miles como Spider-Man. De repente, se dice que Veneno ataca el hospital donde están los padres de Miles. Maria le grita a Miles diciéndole que salve a los ciudadanos en el hospital. Miles escala el poste de luz y los edificios en frente de Maria confirmando que él es Spider-Man.

### Old Woman Laura
En un futuro posible, un cyborg lleno de cicatrices es el jefe del Estado Mayor Conjunto bajo la presidencia de Kamala Khan. Ella se une a Laura Kinney en un ataque a Latveria, donde el Doctor Doom reina como el último supervillano activo. Cuando el grupo pasa por debajo del domo de energía alrededor de la ciudad, la cibernética de María se apaga. Aunque todavía puede hacer su parte mediante el uso de una bala especial que oculta una Avispa en miniatura. Durante una batalla contra una horda de Doombots, una de las máquinas dispara un rayo láser que atraviesa a Laura e hiere letalmente a Maria.

## En otros medios

### Televisión
- Maria Hill aparece en Iron Man: Armored Adventures episodio "Technovore". Ella es vista trabajando junto a otros agentes y se acerca a Tony Stark sobre la necesidad de reparar los motores del Helitransporte. Ella tiene un acento ruso en este show, similar a Natasha Romanoff.
- Maria Hill aparece en The Avengers: Earth's Mightiest Heroes con la voz de Kari Wuhrer. Ella aparece como un elemento central de S.H.I.E.L.D. y una protegida de Nick Fury que actúa como su segundo al mando y es tomada explícitamente para las tareas. Ella suele ser corregida por errores o interrogada sobre su conocimiento de asuntos de SHIELD. Ella mantiene la naturaleza de bordes duros y agresivos de su propia historieta como se ve en el episodio "Nace Iron Man", donde de inmediato trató de arrestar a Iron Man a punta de pistola cuando tomó una postura amenazadora con Fury. Después de que ella y Nick Fury frustran un robo a parcela por el Barón Strucker y Parca en la Bóveda, Maria le pregunta a Nick Fury si las tres prisiones de supervillanos (Bóveda, Cubo y Casa Grande) son así. Nick Fury le dice que "las cuatro son diferentes" causando que Maria se pregunte qué es la cuarta prisión. En "El Escape" parte. 1, la pregunta de Maria Hill sobre la cuarta cárcel es contestada cuando resulta ser La Balsa. En "Hail, Hydra", se dice que ella es la nueva directora de S.H.I.E.L.D., debido a la desaparición de Fury. En la segunda temporada, "Winter Soldier", Fury volverá a ser director de S.H.I.E.L.D.
- Aparece en Los Vengadores unidos de cameo final, en el episodio 26 de la primera temporada, "La Batalla Final", junto a Black Widow y Nick Fury, tratando de buscar la dimensión donde Red Skull y el Tesseract desaparecieron.[30][31]
- Maria Hill aparece en el episodio de Moon Girl y el Dinosaurio Demonio, "OMG Issue #1", con la voz de Cobie Smulders.

### Películas
- Maria Hill aparece en la película de anime de 2013 Iron Man: Rise of Technovore, con la voz de Kari Wahlgren en el doblaje en inglés.[32]
- Maria Hill aparece en la película de anime de 2014 Avengers Confidential: Black Widow & Punisher con la voz de Junko Minagawa en la versión japonesa y repetido por Kari Wahlgren en el doblaje en inglés.[33]

### Universo cinematográfico de Marvel
María Hill aparece en medios de acción en vivo ambientados en el Universo cinematográfico de Marvel, interpretada por Cobie Smulders. Esta versión es la subdirectora de S.H.I.E.L.D. y amiga de Nick Fury.
- Hill se presenta en la película The Avengers (2012), en la que ayuda a Fury a construir el grupo titular para derrotar a Loki y Chitauri.
- Hill aparece en la serie de televisión Agents of S.H.I.E.L.D.[34][35][36] episodios de la temporada 1, "Pilot" y "Nothing Personal" (que se produce después de los acontecimientos de Captain America: The Winter Soldier) y de la segunda temporada, "The Dirty Half Dozen", se revela que Hill todavía está en contacto con S.H.I.E.L.D., y notifica a los Vengadores de la ubicación del Barón Strucker, preparando el escenario para Avengers: Age of Ultron.[37][38][39][40][41]
- En la película Captain America: The Winter Soldier (2014),[42] Hill ayuda a Fury, Steve Rogers, Natasha Romanoff y Sam Wilson a derrotar a los agentes durmientes de Hydra dentro de S.H.I.E.L.D. Tras la disolución de la organización, Hill comienza a trabajar en Industrias Stark.
- En la película Avengers: Age of Ultron (2015), Hill ayuda a los Vengadores a derrotar a los restos de Hydra y Ultron antes de ayudarlos a construir su nueva sede.
- En las películas Avengers: Infinity War (2018)[43] y Avengers: Endgame (2019),[44][45] Hill y Fury son víctimas del chasquido de Thanos, antes de que los Vengadores los resuciten cinco años después. También asisten al funeral de Stark después de que él da su vida para derrotar a Thanos.
- En la película Spider-Man: lejos de casa (2019), la Skrull Soren se hace pasar por Hill bajo las órdenes de Fury.[46] El verdadero paradero de Maria Hill nunca se revela.[47]
- Una versión alternativa de la línea de tiempo de Hill aparece en la serie animada de Disney+ What If...? (2021) episodio "¿Qué pasaría si... Thor fuera hijo único?", con Smulders retomando el papel.[48] Después de que Korg hiere a Fury durante la fiesta de Thor, Hill se convierte en la directora interina de S.H.I.E.L.D. y llama a Carol Danvers para que los ayude a detener la fiesta.
- Hill regresó en la serie de acción en vivo de Disney+ Invasión Secreta (2023), con Smulders retomando su papel una vez más.[49] Hill trabajó con Fury y Talos para lidiar con una secta rebelde Skrull. Sin embargo, ella es asesinada por Gravik, el líder de la secta.

### Videojuegos
- Maria Hill aparece como un PNJ en Marvel: Ultimate Alliance 2, con la voz de Margaret Easley.[50]

- Maria Hill aparece como un personaje no jugable en el juego Facebook Marvel: Avengers Alliance. Ella acompañó a Nick Fury y Tony Stark en los informes de la misión.

- Maria Hill aparece en Marvel Heroes con la voz de Kari Wuhrer.

- Maria Hill aparece como un personaje jugable desbloqueable en Lego Marvel Super Heroes, con la voz de Danielle Nicolet.

- Maria Hill es un personaje no jugable en Marvel: Avengers Alliance Tactics.

- Maria Hill es un personaje desbloqueable en el juego Marvel Avengers Academy.